# قازان ایر انترپرایز
قازان ایر انترپرایز (به انگلیسی: Kazan Air Enterprise) یک شرکت هواپیمایی است که در ۱ ژانویه ۱۹۹۴ میلادی تأسیس شده‌است. دفتر مرکزی قازان ایر انترپرایز در قازان، روسیه واقع شده‌است و قطب این شرکت هواپیمایی در فرودگاه بین‌المللی قازان، Kurkachi Airport قرار دارد.